# Mr.Kitty

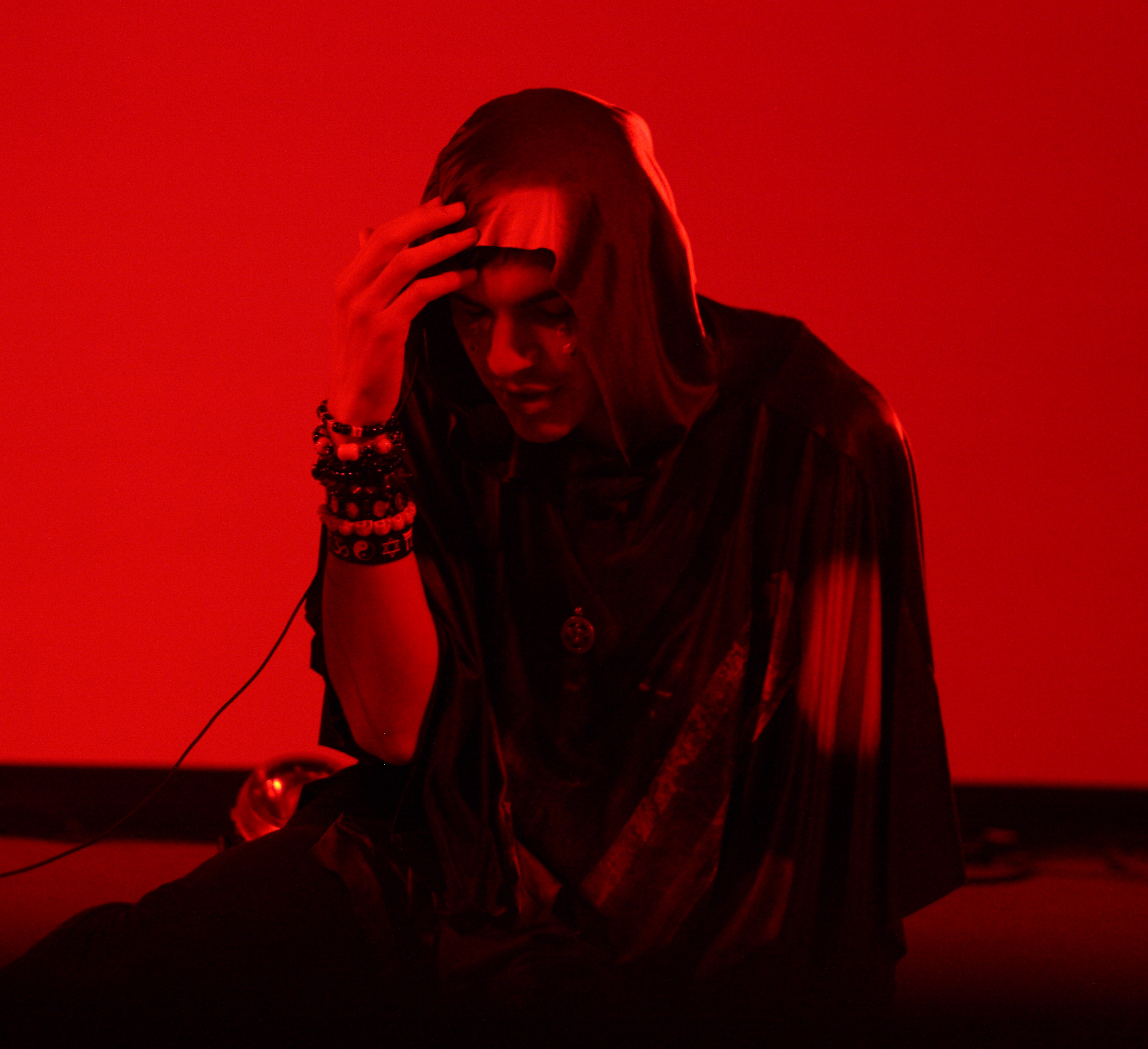
Mr.Kitty, Infest (2014)

Mr.Kitty (* 25. März 1992; bürgerlich Forrest Avery Carney), auch bekannt als Echo Strobe, ist ein Dark-Synthwave/Synthpop/New Wave/Witch House/Dark Wave-Musikproduzent, Sänger und DJ aus Arlington, Texas. Sein Stil besteht darin, dunkle Texte mit Synthesizer-Elementen zu untermalen und so eine nostalgische Stimmung beim Hörer zu wecken.
Carney hat unter anderem Remixes für IAMX und Aesthetic Perfection gemacht und produzierte Lieder zusammen mit Pastel Ghost und Crystal Castles.

## Karriere
Im Jahr 2008 begann er mit der Veröffentlichung von R.M.X, dem ersten einer Reihe von Mini-Alben mit Remixen verschiedener Künstler. Im Jahr darauf veröffentlichte er R.M.X II und 2010 seine erste eigenständige LP Until Death Do Us Part, ein Album, das eine erste Version von Everything Will Be Okay enthielt, einem Song, der in Zukunft neu abgemischt und bearbeitet werden sollte. Im gleichen Jahr veröffentlichte er R.M.X III und 2011 R.M.X IV und D E Δ T H, sein zweites Studioalbum, das die Songs †† und Resurrection beinhaltete. Dies war das erste Album mit dem Gesicht einer Katze auf dem Cover, einem Element, das sich bei seinen nächsten drei Studioaufnahmen wiederholen würde. 2012 veröffentlichte Mr.Kitty 3 Alben: R.M.X V, R.M.X VI (letztes Album der RMX-Saga) und sein drittes Studioalbum und das erste unter einem Plattenlabel (Keep It Dark Records), Eternity, das den Song Destroy Me, einen seiner ersten Hits, beinhaltete.
Ab dem Jahr 2012 begann er, mit Remixen an verschiedenen Songs und Studioalben mitzuarbeiten. Im Jahr 2013 erschien Life, sein viertes Studioalbum, unter dem Label Engraved Ritual, mit dem Song Insects. Im Jahr 2014 erreichte er Underground-Erfolge mit Time, unter dem Label Juggernaut Music Group, und vor allem mit den Songs After Dark und XIII. Im Jahr 2015 wurde Fragments unter dem Label Negative Gain Productions veröffentlicht. Im folgenden Jahr erschien er als Remixer von North Star (Mr.Kitty Remix) für das Album Everything Is Burning (Metanoia Addendum) von IAMX und LAX (Mr.Kitty Remix) für Aesthetic Perfection und veröffentlichte außerdem eine Mini-Album-Kompilation mit vier Songs, die einen Remix von Everything Will Be Okay enthält. 2017 bringt Mr.Kitty A.I. unter dem Label Negative Gain Productions heraus.
Im Laufe des Jahres 2018 konzentriert sich Mr.Kitty auf verschiedene Kooperationen und veröffentlicht 2019 neues Material mit dem Album Ephemeral, das er unabhängig davon herausbringt.
Bis zum heutigen Tag produziert Carney in seinem Appartement, auf einem Computer, den er benutzt, seitdem er 18 ist.
Sein Album Ephemeral ist durch den Tod eines Freundes entstanden, da es für ihn „der einzige Weg ist, Gefühle auszudrücken.“

## Kontroversen
Ein Teenager aus Russland erzählte der „The Austin Chronicle“, dass der Synthpop-Künstler Mr.Kitty ihm 2019 sowohl Nacktfotos, sexuelle Videos als auch intime Nachrichten über eine Zeitspanne von über 4 Monaten per direkter Nachricht auf einer Social-Media-Plattform geschickt habe. Das Opfer sagte zudem aus, dass er zu der Zeit 15 Jahre alt gewesen sei, sich jedoch als 18-Jähriger ausgab und dies auch dem Sänger später mitgeteilt hatte. Am 26. Juni 2021 veröffentlichte Mr.Kitty dann ein Statement via Twitter, Instagram und Facebook, in dem er zugab, eine Online-Beziehung zu einem minderjährigen Fan gehabt zu haben und entschuldigte sich dabei bei seinem derzeitigen Partner. In diesem Statement ging er jedoch nicht auf weitere Details ein.

## Liedtexte
Carney behandelt in seinen Liedern größtenteils traurige Themen, wie Verlust, Depressionen und Tod. Er setzt dabei meist auf Kreuz- oder Ausgangsreime.
| As my body leaves a void Fill it up with memories that I’ve destroyed | As the hours pass I will let you know That I need to ask Before I’m alone |
| Liedtext aus „From Liquid“                                            | Liedtext aus „After Dark“                                                 |
| --------------------------------------------------------------------- | ------------------------------------------------------------------------- |

## Diskografie

### Studioalben
- 2010: Until Death Do Us Part (Self Release)[12]
- 2011: D E Δ T H (Self Release)[13][14]
- 2012: Eternity (Keep it Dark Records)[15][16]
- 2013: Life (Engraved Ritual)[17][18]
- 2014: Time (Juggernaut Music Group)[19][20]
- 2015: Fragments (Negative Gain Production)[21][22]
- 2017: A.I. (Negative Gain Production)[23][24]
- 2019: Ephemeral (Self Release)[25][26]

### EPs und Singles
- 2008: Survive (Self Release)[27]
- 2008: Forever Nintendo mit Eric Chiptune (CalmDownKidder Records)[28]
- 2010: Scars EP mit Tyler Tripp (Self Release)[29]
- 2012: Emotional / Physical (Aural Secrets, Moon Sounds Records)[30]
- 2012: My Favorite Ghost (Invisibles)[31]
- 2012: Covers (Self Release)[32]
- 2012: Uncarresed (Invisibles)[33]
- 2014: Insects (Moon Sounds Records)[34]
- 2014: XIII (Juggernaut Music Group)[35]
- 2015: Entwine (Negative Gain Production)[36]
- 2015: No Prisoners mit Corroded Master (Corroded Master Self Release)[37]
- 2016: I Hope You Fall Apart (Negative Gain Productions)[38]
- 2019: Not Dead Yet (Self Release)[39]
- 2020: Bubble (Mr.Kitty Remix) (Released von Danny Blu)
- 2021: La Nuit Sexuelle (Mr.Kitty Remix) (Daaganda Records)
- 2021: The Stranglings (Mr.Kitty Remix) (Les Disques Records)
- 2021: The House of the Dead (mit NADA5150) (Naysayers404)

### Remixalben
- 2008: R.M.X (Self Release)[40]
- 2009: R.M.X II (Self Release)[41]
- 2010: R.M.X III (Self Release)[42]
- 2011: R.M.X IV (Self Release)[43]
- 2012: R.M.X V (Self Release)[44]
- 2012: R.M.X VI (Self Release)[45]

### Kompilationen
- 2013: Mr.Kitty (Beinhaltet all seine gesammelten Werke bis 2013 – zurückreichend bis 2005)[46]
- 2014: 2014 SXSW Sampler[47]
- 2015: Mr.Kitty[48]
- 2016: -+[49]

### DJ Mixes
- 2014: Ultra Cute Death (Cultwave Radio) ist ein 61:26 Mix, den er für Cultwave Radio aufgenommen hat.[50]

### Musikvideos
- 2011: Destroy Me[51]
- 2013: Detach[52]
- 2014: Insects[53]
- 2015: In Your Blood[54]
- 2016: Fragments[55]
- 2017: Habits (feat. PASTEL GHOST)[56]
- 2019: Not Dead Yet[57]

Es existieren noch unzählige von Fans erstellte Musikvideos, wie zum Beispiel von After Dark, welches über 63 Millionen Aufrufe erzielte und Szenen des Filmes Kevins Cousin allein im Supermarkt beinhaltet.

## Auszeichnungen für Musikverkäufe
| Goldene Schallplatte - Italien - 2023: für die Single After Dark - Vereinigtes Königreich - 2025: für die Single After Dark |

| Land/RegionAuszeichnungen für Musikverkäufe (Land/Region, Auszeichnungen, Verkäufe, Quellen) | Gold     | Platin | Verkäufe | Quellen   |
| -------------------------------------------------------------------------------------------- | -------- | ------ | -------- | --------- |
| Italien (FIMI)                                                                               | Gold1    | —      | 50.000   | fimi.it   |
| Vereinigtes Königreich (BPI)                                                                 | Gold1    | —      | 400.000  | bpi.co.uk |
| Insgesamt                                                                                    | 2× Gold2 | —      |          |           |